# Schloss Radeck

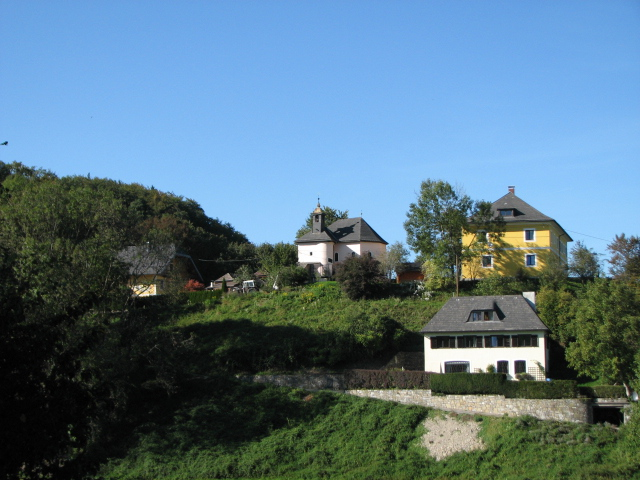
Heutiges Aussehen der Anlage Schloss Radeck

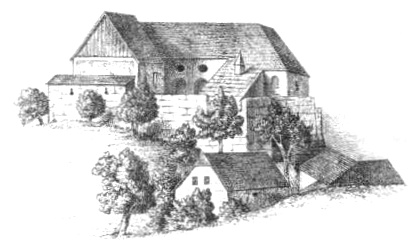
Schloss Radeck, Zeichnung von 1879

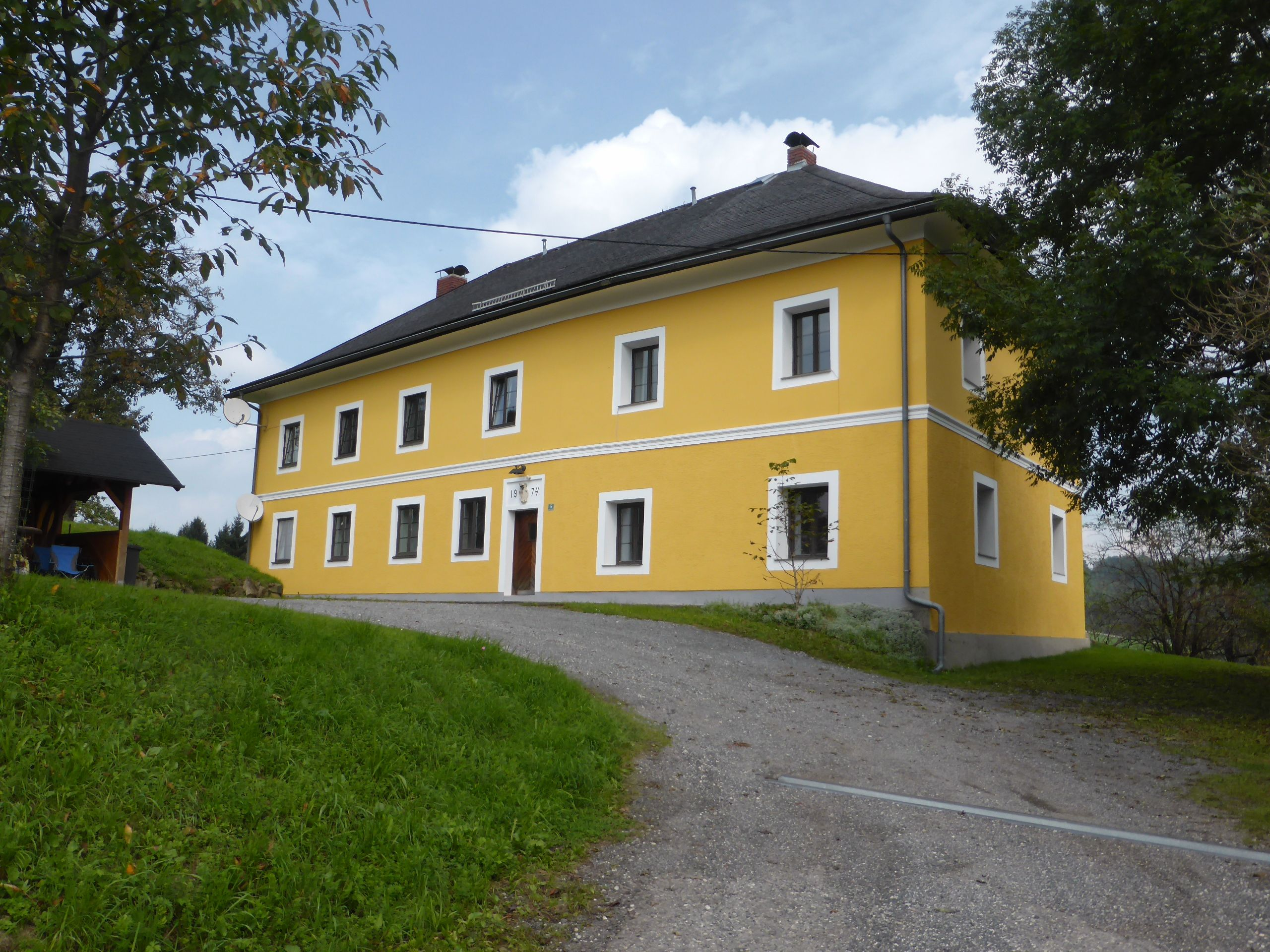
Schloss Radeck heute

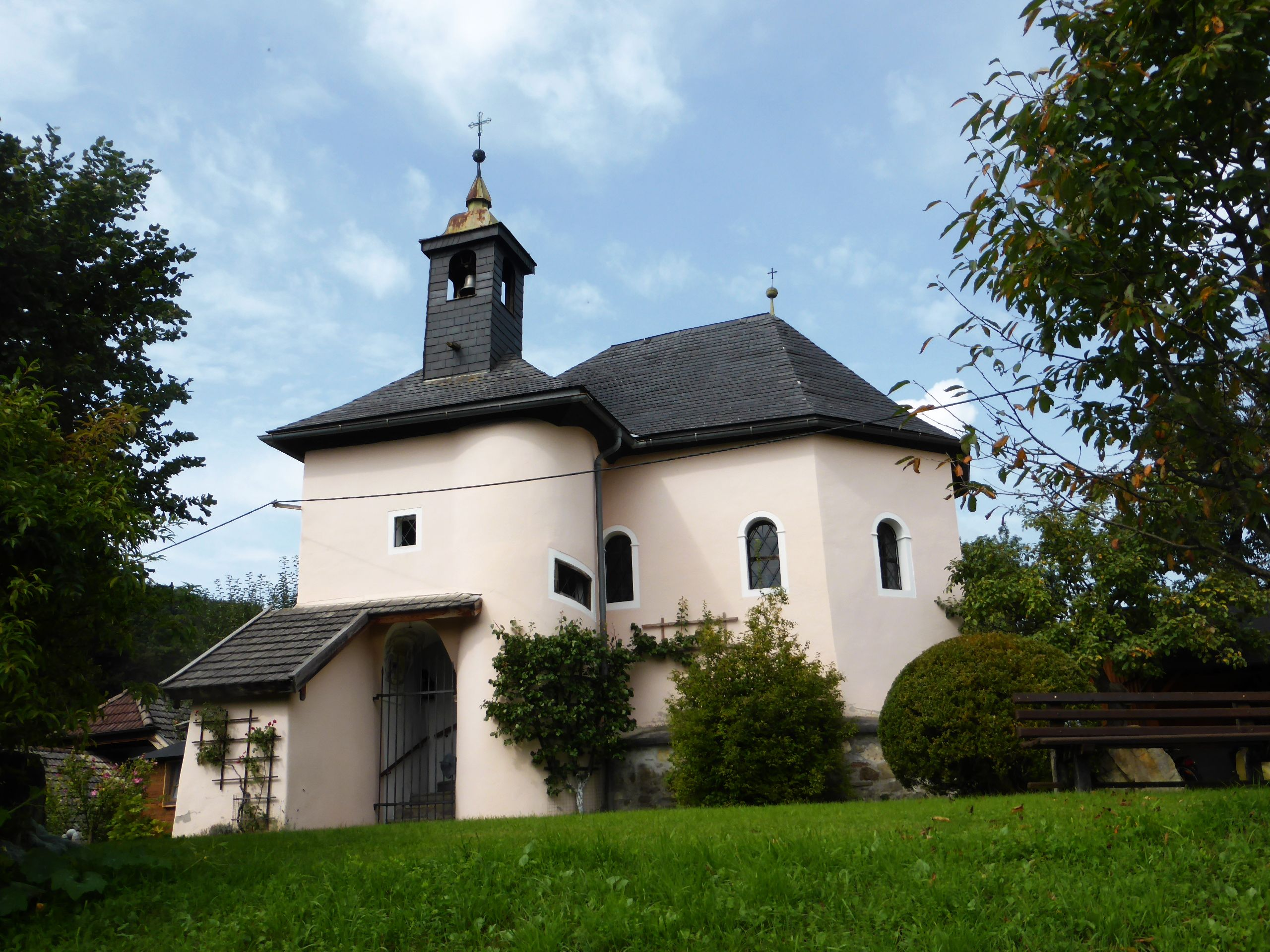
Hl. Johannes der Täufer Kapelle bei Schloss Radeck

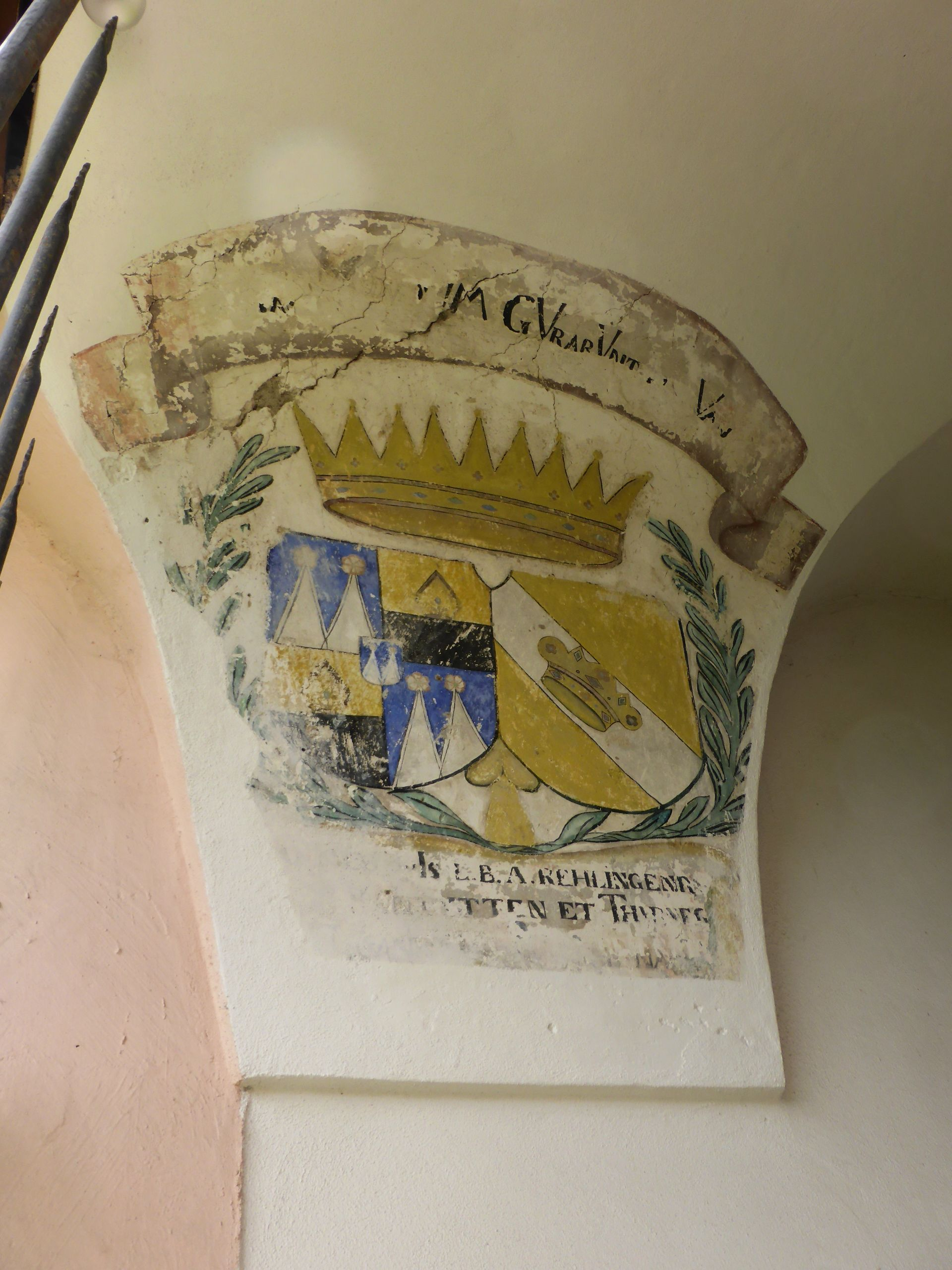
Allianzwappen der Rehlingen-Teufel von ca. 1670 in der Hl. Johannes der Täufer Kapelle

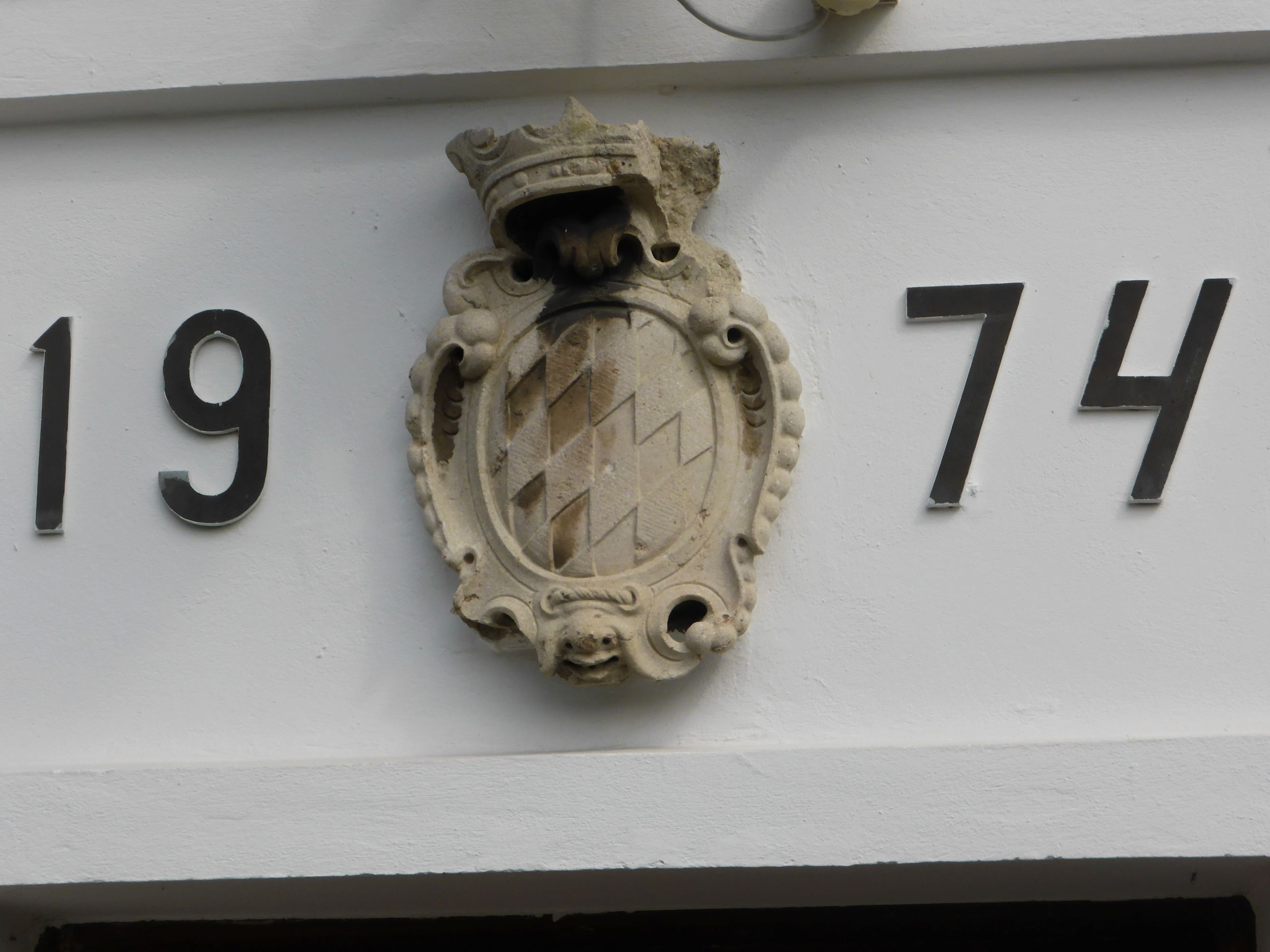
Wappen des Johann Georg von Königsegg, Domherr zu Salzburg

Schloss Radeck, auch Burg Radegg genannt, ist eine heute nur noch teilweise vorhandene Burg- bzw. Schlossanlage in dem zur Salzburger Gemeinde Bergheim zählenden Dorf Radeck.

## Geschichte
Die Herren von Radeck tauchten erstmals in den Urkunden des 13. Jahrhunderts auf. Sie gehörten zu den wichtigsten Salzburger Ministerialengeschlechtern des 13. und 14. Jahrhunderts. In die Zeit um 1200 fällt wohl auch die Errichtung der Burg. Sie war Sitz des Pfleggerichts Radeck und damit auch der lokalen Gerichtsbarkeit, woran noch heute der im Volksmund gebräuchliche Begriff „Galgenbichl“ erinnert. 1334 erfolgte der Verkauf der Burg Radeck an das Erzstift Salzburg.
Später war Radeck im Besitz des Hans III. Präzl, der den Umbau der Burg und 1516 eine Kapelle neben der Burg errichten ließ. Nächster Besitzer war der Passauer Domherr Erasmus Hohenfelder. Er überließ seiner Verwandten Margarete Saurer das Wohnrecht auf Radeck auf Lebenszeit. Am 18. August 1525 überfielen etliche Bürger von Salzburg unter Führung des Virgil Hippinger die Burg und richteten Verwüstungen an. Die Burg wurde an allen vier Seiten angezündet. Margarete kehrte danach in ihren Heimatort St. Georgen im Attergau zurück. Sie bemühte sich vergeblich bei Kardinal Mattäus Lang um Entschädigung. Erst nach einem Bittgesuch an Kaiser Karl V. erhielten sie nach 13 Jahren Prozessdauer eine gewisse Geldsumme als Entschädigung. Nach den Bauernkriegen wurde Radeck wieder instand gesetzt und kam an den Paul Rettinger aus Nördlingen, Leibarzt des Salzburger Administrators Herzog Ernst von Bayern. Sein Sohn Martin Herkules Rettinger (ab 1569 Bischof von Lavant) verkaufte Radeck an Hieronymus Meitting, Stadtrichter zu Salzburg. Dieser investierte beträchtliche Summen in den Wiederaufbau. Da er sich damit finanziell übernommen hatte, verkaufte er den Besitz an seinen Schwager Friedrich von Rehlingen.
Dieser ließ 1670 die Anlage weitestgehend erneuern. Johann Paris Freiherr von Rehlingen verkaufte 1685 das Schloss dem Salzburger Domherrn und Hofkammerpräsidenten Franz Anton Graf von Königsegg (Wappen über der Tür). 1713 wurde Radegg von Johann Georg von Rehlingen und seiner Schwester Ana Eleonora, verwitwete Reichsgräfin Fugger, mitsamt der Herrschaft an die Kirche Maria Plain, die damals im Besitz der Benediktineruniversität Salzburg war, verkauft. Noch vor Aufhebung der Universität durch die bayerischen Besetzer von Salzburg wurde Radeck 1808 an rasch wechselnde Besitzer verkauft. Mit den Zerstörungen in den Napoleonischen Kriegen beginnt der Verfall des Anwesens.
1854 erwarb der Landwirt Felix Fuchs das Schloss und das zugehörige Schlossmeiergut. Beide befinden sich heute noch im Besitz der Familie Fuchs (heute Moarbauer). 1972 wurden die letzten Reste des Schlosses bei einem Umbau des dortigen Wohnhauses beseitigt.

## Baubeschreibung
Von der einst mächtigen Anlage sind nur mehr die Kapelle zum hl. Johannes dem Täufer (1516 geweiht) und ein einfacher zweigeschoßiger Bau mit Walmdach sowie Reste der Toranlage vorhanden. Eine Inschrift erinnert an die Bautätigkeit des Johann Paris Freiherr von Rehlingen und seiner Frau Susanna, geborene Teufl. Ein Steinwappen des Johann Georg von Königseck ziert die Westfassade des heutigen Wohnhauses. Die Gesamtanlage steht heute unter Denkmalschutz.